# Harley Quinn (televíziós sorozat)
A Harley Quinn 2019-ben indult, felnőtteknek szóló amerikai 2D-s számítógépes animációs sorozat, amely a DC Comics azonos című szereplőjének történetén alapszik. A sorozat alkotói Justin Halpern, Patrick Schumacker és Dean Lorey, rendezői Juan Jose Meza-Leon, Matt Garofalo,
Ben Jones, Frank Marino és Cecilia Aranovich Hamilton, zeneszerzője Jefferson Friedman, vezető producere Sam Register és Kaley Cuoco, aki egyben a címszereplő hangját is kölcsönzi. Műfaja akciósorozat, filmvígjáték-sorozat és felnőtt filmsorozat.
Amerikában 2019. november 29-én jelent meg először a DC Universe saját streaming-szolgáltatóján, a 3. évadtól az HBO Max vette át a sugárzását, a DC Universe platformjának átszerveződése miatt. Magyarországon 2022. március 8-án mutatták be, szinkronizálva, az HBO Max magyarországi indulásakor.

## Ismertető
Harley Quinn szakít Jokerrel, miután rájön, hogy sosem szerette őt igazán, és elhatározza, hogy nevet szerez magának, mint Gotham City legrettegettebb gonosztevője. Legjobb barátja és bűntársa, Méregcsók segítségével elindul a bűnözővé válás rögös útján, megtapasztalva annak minden kellemes és kellemetlen velejáróját. Kalandjai során egyre inkább rátalál valódi önmagára, felfedezi, mire is vágyik, és hogy ki az, aki valójában lenni szeretne...

## Szereplők

### Főszereplők
| Szereplő        | Eredeti hang    | Magyar hang     | Évad |
| --------------- | --------------- | --------------- | ---- |
| Harley Quinn    | Kaley Cuoco     | Mezei Kitty     | 1–   |
| Méregcsók       | Lake Bell       | Solecki Janka   | 1–   |
| Joker           | Alan Tudyk      | Tóth Roland     | 1–   |
| Agyagpofa       | Alan Tudyk      | Kárpáti Levente | 1–   |
| Cápakirály      | Ron Funches     | Faragó András   | 1–   |
| Doktor Pszichó  | Tony Hale       | Szokol Péter    | 1–   |
| Sy Borgman      | Jason Alexander | Németh Gábor    | 1–3  |
| Frank, a növény | J. B. Smoove    | Dolmány Attila  | 1–5  |

### Mellékszereplők
| Szereplő           | Eredeti hang                                            | Magyar hang                                   | Évad |
| ------------------ | ------------------------------------------------------- | --------------------------------------------- | ---- |
| Batman             | Diedrich Bader                                          | Varga Rókus                                   | 1–   |
| Bane               | James Adomian                                           | Borbiczki Ferenc                              | 1–   |
| Tawny Young        | Tisha Campbell-Martin                                   | Sági Tímea                                    | 1–   |
| Batgirl            | Briana Cuoco                                            | Gyöngy Zsuzsa                                 | 2–   |
| Kétarc             | Andy Daly                                               | Albert Gábor                                  | 1–   |
| Lex Luthor         | Giancarlo Esposito (1-4. évad) Wendell Pierce (5. évad) | Dányi Krisztián                               | 1–   |
| James Gordon       | Christopher Meloni                                      | Bolla Róbert                                  | 1–   |
| Jennifer           | Mary Holland                                            | Bertalan Ágnes                                | 2    |
| Alfred Pennyworth  | Tom Hollander                                           | Karsai István                                 | 2–   |
| Darkseid           | Michael Ironside                                        | Albert Péter                                  | 2    |
| Pingvin            | Wayne Knight                                            | Varga T. József                               | 1–2  |
| Macskanő           | Sanaa Lathan                                            | Kerekes Andrea                                | 2–   |
| A Mesék Királynője | Wanda Sykes                                             | Zakariás Éva                                  | 1    |
| Madárijesztő       | Rahul Kohli                                             | Fehér Péter                                   | 1    |
| Jégcsap            | Alfred Molina                                           | Maday Gábor                                   | 2    |
| Wonder Woman       | Vanessa Marshall                                        | Tarr Judit (1-3. évad) Törtei Tünde (4. évad) | 1–   |
| Rébusz             | Jim Rash                                                | Galbenisz Tomasz                              | 1–   |
| Sárkányember       | Matt Oberg                                              | Czető Roland                                  | 1–3  |
| Superman           | James Wolk                                              | Dévai Balázs                                  | 1–   |
| Robin              | Jacob Tremblay                                          | Gáll Dávid                                    | 1–4  |
| Aquaman            | Chris Diamantopoulos                                    | Dózsa Zoltán                                  | 1    |
| Éjszárny           | Harvey Guillén                                          | Dér Zsolt                                     | 3–5  |
| Supergirl          | Lacey Chabert                                           | Kis-Kovács Luca                               | 4    |
| Terra              | Kerry Knuppe                                            | Koncz-Kiss Anikó                              | 4    |
| Volcana            | Jeannie Tirado                                          | Hermann Lilla                                 | 4    |
| Talia al Gúl       | Aline Elasmar                                           | Németh Borbála                                | 4    |
| Lena Luthor        | Aisha Tyler                                             | Németh Borbála                                | 5    |

## Epizódok
| Évad | Évad        | Epizódok    | Eredeti sugárzás   | Eredeti sugárzás     | Eredeti adó      | Magyar sugárzás   | Magyar sugárzás      | Magyar adó |
| Évad | Évad        | Epizódok    | Évadpremier        | Évadfinálé           | Eredeti adó      | Évadpremier       | Évadfinálé           | Magyar adó |
| ---- | ----------- | ----------- | ------------------ | -------------------- | ---------------- | ----------------- | -------------------- | ---------- |
|      | 1.          | 13          | 2019. november 29. | 2020. február 21.    |                  | 2022. március 8.  | 2022. március 8.     |            |
|      | 2.          | 13          | 2020. április 3.   | 2020. június 26.     |                  | 2022. március 8.  | 2022. március 8.     |            |
|      | 3.          | 10          | 2022. július 28.   | 2022. szeptember 15. |                  | 2022. november 3. | 2022. november 3.    |            |
|      | Különkiadás | Különkiadás | 2023. február 9.   | 2023. február 9.     | 2023. február 9. | 2023. február 9.  |                      |            |
|      | 4.          | 10          | 2023. július 27.   | 2023. szeptember 14. |                  | 2023. július 27.  | 2023. szeptember 14. |            |
|      | 5.          | 10          | 2025. január 16.   | 2025. március 20.    | 2025. január 16. | 2025. március 20. |                      |            |

## Produkció

### Fejlesztés
2017 novemberében jelentették be először, hogy a DC Universe platformjára megrendeltek egy 26 epizódból álló, Harley Quinnről szóló sorozatot, melynek alkotói Justin Halpern, Patrick Schumacker és Dean Lorey lesznek. A sorozatot a Warner Bros. Animation fogja gyártani, az animációt a Digital eMation és a Maven Image Platform fogja készíteni Dél-Koreában.
2018. június 18-án jelentették be, hogy a sorozat 2019 végén fog debütálni, az első évad 13 részes lesz, amely az első felét tartalmazza a sorozat 26 részen át tartó történetének. Az is kiderült, hogy a második évad 2020 tavaszán jelenik majd meg, és mindkét évad kizárólag a DC Universe-en lesz elérhető.
2020 szeptemberében megerősítették, hogy a sorozat sikerének köszönhetően berendelték a harmadik évadot, ám a DC Universe átszerveződése miatt a sorozat innentől kezdve az HBO Max szolgáltatón lesz elérhető.
2022. augusztus 31-én az HBO Max berendelte a sorozat negyedik évadját. Azt is bejelentették, hogy ettől az évadtól kezdődően Sarah Peters, a sorozat egyik forgatókönyvírója lesz az új showrunner, Justin Halpern és Patrick Schumacker csupán producerként és kreatív tanácsadóként fognak részt venni a munkálatokban.

### Szereplőválogatás
A sorozat bejelentése után szárnyra kapott az a pletyka, hogy a címszereplő hangjának Margot Robbie-t akarják felkérni, aki korábban Harley Quinn élőszereplős megformálója volt. A készítők később személyesen cáfolták ezt a hírt. Justin Halpern kijelentette, hogy sosem vették fontolóra a színésznő felkérését, mert tisztában voltak vele, hogy akkoriban a Ragadozó madarak forgatása miatt nem lett volna ideje a sorozatra. 2018. október 3-án jelentették be, hogy a szerepet Kaley Cuoco kapta meg, aki egyben a sorozat egyik vezető producere is lesz. Ugyanebben a hónapban jelentették be, hogy Lake Bell fogja kölcsönözni Méregcsók hangját. 2019 elején bejelentették, hogy Alan Tudyk, Ron Funches, Tony Hale, Jason Alexander, Giancarlo Esposito, és Jim Rash adja majd a hangját a DC Comics leghíresebb gonosztevőinek, akik szintén feltűnnek a sorozatban. Azt is bejelentették, hogy J. B. Smoove kifejezetten egy a sorozat kedvéért létrehozott szereplőt fog megszólaltatni, ő lesz Frank, a beszélő növény, Méregcsók lakótársa. Diedrich Bader visszatér majd Batman hangjaként a Batman: A bátor és a vakmerő című sorozat után. Vanessa Marshall szintén visszatér Wonder Woman-ként, miután Az Igazság Ligája: Két Földi válság és Az Igazság Ligája: A Villám-paradoxon című filmekben is megszólaltatta a karaktert. 2020 áprilisában közölték, hogy Michael Ironside is visszatér Darkseid hangjaként korábbi filmekből, illetve Alfred Molina fogja megszólaltatni Mr. Fagyot, Sanaa Lathan pedig a Macskanőt, aki ebben a változatban afro-amerikai lesz.
2021 júniusában bejelentették, hogy Sam Richardson lesz a hangja Mocsárlénynek, aki a 3. évadban tűnik majd fel először. Ugyanebben a hónapban kiderült, hogy Éjszárny is felbukkan majd a 3. évadban, akit Harvey Guillén fog megszólaltatni. 2022 márciusában nyilvánosságra hozták, hogy a 3. évadban James Gunn, Az öngyilkos osztag rendezője is szerepelni fog, méghozzá önmagaként.

## Fogadtatás
A sorozat a nézőközönség és a kritikusok körében is kimagasló sikert ért el. Az első évad a Rotten Tomatoes oldalán 88%-ot kapott 32 kritikus véleménye után, akik egyöntetűen díjazták a sorozat humorát, az animációt, a színészek hangjátékát, valamint a címszereplő karakterfejlődését. "Köszönhetően az intenzív színészgárdának és a címszereplő még intenzívebb megtestesítésének, a Harley Quinn brutálisan elragadó (és meglepően látványos) adaléka a DC-moziuniverzumnak" – írta az oldal kritikai konszenzusa. A Metacritic oldalán 100-ból 82 pontot ért el a sorozat. Az oldal konszenzusa úgy fogalmazott, "mesterien kidolgozott" és "gyönyörűen kivitelezett".
Caroline Framke, a Variety kritikusa azt írta a sorozatról: "Bár az animáció alapján úgy fest, mint egy szombat reggeli rajzfilm, a káromkodás és a megdöbbentő vérfürdők emlékeztetnek rá, hogy a Harley Quinn minden kétséget kizáróan egy streaming-oldalra szánt felnőtt sorozat. (...) De ami a legfontosabb, elég teret ad Harleynak, hogy komplett személyiségfejlődésen menjen keresztül, miközben azért szerethetően naiv, impulzív és vicces marad." Robyn Bahr, a The Hollywood Reporter kritikusa így nyilatkozott: "A sorozat tele van modern utalásokkal és nosztalgikus visszatekintésekkel. Humora nagyrészt obszcén jelenetekben, paródiákban és intellektuális szóviccekben nyilvánul meg, de bármennyire kiszámíthatónak hangzik ez a recept, váratlan és megnyerő tud lenni minden epizód során."

## LMBT-reprezentáció
A 2. évad második felétől romantikus kapcsolat kialakulása látható Harley Quinn és Méregcsók között. A Batman-univerzumban Harley és Méregcsók barátokként indultak, ám több képregényben is erős utalás volt arra, hogy a kapcsolatuk ennél jóval intimebb. Többször hivatkoztak egymásra úgy, mint "hot friend" (dögös barát), puszikat váltottak, sőt még együtt is zuhanyoztak. A 2013-ban kiadott Harley Quinn című képregénysorozatban már romantikus partnerekként mutatkoztak be, igaz, itt még nem jártak, csupán volt néhány közös egyéjszakás kalandjuk. A médiában a kapcsolatuk korábban nem kapott visszhangot, mindössze az 1992-es Batman rajzfilmsorozatban, illetve a Batman és Harley Quinn című animációs filmben szerepeltek plátói viszonyban. A sorozat alkotói ellenben a kezdetektől fogva nagy hangsúlyt fektettek arra, hogy a szerelmük kibontakozása a történet legfőbb mozgatórugója legyen.
A 2. évad 7. részében nyíltan megmutatkozik romantikus érdeklődésük a másik iránt, amikor egy sikeres börtönszökés után szenvedélyesen megcsókolják egymást. A kritikusok vegyesen fogadták ezt a fordulatot. Sophie Perry, a Curve című magazin kritikusa szerint Harley esetében mindig is nyilvánvaló volt, hogy biszexuális, ám sem a korábbi filmek, sem DC képregények nem foglalkoztak vele olyan mélyen, mint a jelenlegi sorozat. Más weboldalak azt írták, hogy az eset sokkal inkább "a szexuális feszültség érzékeltetése két nő barátságában", amely könnyen lehet egyszeri fellángolás, vagy lehet akár egy lassan kibontakozó meleg románc is, attól függően, milyen irányba terveznek haladni az alkotók.
A 2. évad utolsó epizódjában a két szereplő elismeri az egymás iránt érzett szerelmüket, amit az Autostraddle című online magazin úgy véleményezett, mint "a legmeghatározóbb meleg pillanat az animációs sorozatok történetében." Nem sokkal a 3. évad bejelentése után Patrick Schumacker közölte, hogy a történet további részében Harley és Méregcsók hivatalosan is egy pár lesznek, és a hangsúly a kapcsolatuk fejlődésére helyeződik. Azt is megerősítette, hogy ennek hiteles bemutatására a stáb új forgatókönyvírókat bérelt fel, akik maguk is az LMBT-csoporthoz tartoznak. Justin Halpern hozzátette, hogy a sorozat komolyan veszi a hiteles reprezentációt, ezért sokkal nagyobb figyelmet akarnak rá fordítani más szereplők esetében is. Így a 3. évadban Rébusz is azonos nemű partnert kapott maga mellé, illetve fény derült Méregcsók és Macskanő szerelmi múltjára is.
A 3. évad megjelenése után a sorozat alkotói kijelentették, hogy nem áll szándékukban Harleyt és Méregcsókot szétválasztani a sorozat későbbi szakaszában sem. Elmondásuk szerint sokkal érdekesebbnek tartják a két szereplő egy párként való fejlődését, minthogy fölösleges drámának tegyék ki őket azzal kapcsolatban, hogy együtt maradnak-e vagy sem. A sorozat új showrunnere, Sarah Peters szintén megerősítette, hogy ő ugyanezt a történetszálat kívánja továbbvinni a 4. évaddal, ami "új szintre" emeli majd a kettejük kapcsolatát.

## Spin-off sorozat
2022 márciusában az HBO Max berendelt egy spin-off animációs sorozatot, Kite Man: Hell Yeah! címen. A sorozat alkotói szintén Justin Halpern és Patrick Schumacker, a főszereplője a Harley Quinn sorozatban bemutatott Sárkányember, a történet az ő kalandjait követi nyomon.